# Sang Yang
Dans ce nom chinois, le nom de famille, Sang, précède le nom personnel.
Sang Yang est un joueur de badminton chinois né le 17 juillet 1982 dans la province du Zhejiang.
En 2003 à Birmingham, il est médaillé de bronze aux Championnats du monde avec Zheng Bo en double messieurs.